# Metaphycus amoenus
Metaphycus amoenus är en stekelart som först beskrevs av Howard 1897.  Metaphycus amoenus ingår i släktet Metaphycus och familjen sköldlussteklar. Inga underarter finns listade i Catalogue of Life.